# Walther Teutsch
Walther (Walter) Teutsch (* 25. Mai 1883 in Kronstadt; † 12. Januar 1964 in München) war ein deutscher Maler, Zeichner und Illustrator.

## Leben
Teutsch lernte zuerst in seiner Heimatstadt in Siebenbürgen, Rumänien, Bankangestellter. 1903 ging er nach Leipzig, um Künstler zu werden, wechselte dann aber nach München, wo er die Lehr- und Versuch-Ateliers für angewandte und freie Kunst und dann die private Malschule von Moritz Heymann besuchte. 1906 bis 1909 studierte er an der Akademie der Bildenden Künste in München bei Hugo von Habermann Zeichnung. In dieser Zeit kam er mit Edwin Scharff und Albert Weisgerber in Kontakt.
Zwischen 1909 und 1928 trug er gelegentlich Zeichnungen zum Simplicissimus und zwischen 1909 und 1931 zur Jugend bei.
1922 nahm er die deutsche Staatsbürgerschaft an und wurde 1926 Professor ehrenhalber an der Münchner Kunstgewerbeschule, wo er schon seit 1921 als Korrektor in der Aktklasse gearbeitet hatte. 1931 wurde er zum ordentlichen Professor ernannt.
1937 wurden im Rahmen der deutschlandweiten konzertierten Aktion „Entartete Kunst“ Gemälde und Druckgrafiken Teutschs aus der Anhaltinischen Gemäldegalerie Dessau, dem Städtischen Kunst- und Gewerbemuseum Dortmund, dem Museum Folkwang Essen, dem Städelschen Kunstinstitut und Städtische Galerie Frankfurt/M, der Deutschen Graphikschau Görlitz, dem Kestner-Museum Hannover, dem Kaiser-Friedrich-Museum Magdeburg, der Bayerischen Staatsgemäldesammlungen München, dem Museum für Kunst und Kunstgewerbe Stettin und dem Schlossmuseum Weimar beschlagnahmt. Diese Arbeiten entsprachen nicht dem nazistischen Kunstkanon, zwei waren Teil der kriegskritischen Grafikmappen Kriegsbilderbogen Münchner Künstler. Die meisten dieser Werke wurden vernichtet. Der Verbleib der übrigen ist ungeklärt. Teutsch wurde 1939 vorzeitig in den Ruhestand versetzt.
Teutsch konnte jedoch weiter Mitglied der Reichskammer der bildenden Künste bleiben und ausstellen. Für die Zeit des Nationalsozialismus ist seine Teilnahme an 14 großen Ausstellungen sicher belegt.
1946 bis 1952 lehrte Teutsch als Professor für Malerei und Grafik an der Akademie der bildenden Künste in München.
Teutsch war Mitglied der Münchner Neuen Secession und später der Neuen Gruppe in München.

## Werk
Teutsch war vor allem in den klassischen Gattungen der Porträt- und Landschaftsmalerei tätig, wobei er gerne Mensch und Tier in der Natur zeigte. In der Druckgraphik bevorzugte er den Holzschnitt und die Lithografie. Nachdem er zunächst von der Kunst des Hans von Marées geprägt war, wurden seine Werke in den 1910er Jahren expressiver, ohne wirklich expressionistisch zu sein, und blieben diesem „nachexpressionistischen“ Stil treu.
Werke von Teutsch befinden sich in der Staatlichen Graphischen Sammlung München und in den Bayerischen Staatsgemäldesammlungen.

## Illustrationen
- Friedrich Schlegel: Lucinde. Ein Roman, Druck der Marées-Gesellschaft, München: Piper 1919.
- Shakespeare: Sonette. Druck des Kreises graphischer Künstler und Sammler, Leipzig: Arndt Beyer, 1922.